# Zauberei hoch drei
Zauberei hoch drei ist ein Brettspiel der Spieleautoren Michael Palm und Lukas Zach. Es erschien 2016 auf Deutsch bei Pegasus Spiele. Das Spiel ist für zwei bis sechs Spieler ab 6 Jahren geeignet und dauert etwa 20–30 Minuten. 2017 wurde das Spiel auf die Empfehlungsliste zum Kinderspiel des Jahres aufgenommen.

## Ausstattung und Spielprinzip
Das Spiel beinhaltet neben einem Spielplan diverse Plättchen (Baumplättchen, Zaubertränke, Würfelzauber, Geisteruhr …). Die Spieler schlüpfen in die Rolle von Zauberschülern der 2. Klasse, die verbotenerweise einen geheimen Mitternachtsmarkt für Zaubereibedarf besucht haben. Doch eigentlich müssten sie längst im Bett sein! Deshalb gilt es, sich heimlich nach Anbruch der Dunkelheit zurück in die Schule zu schleichen. Willi der Wächtergeist ist ihnen dabei auf den Fersen. Das Spiel ist kooperativ – entweder gewinnen alle zusammen oder sie verlieren gemeinsam.

## Spielablauf
In jeder Runde würfelt jeder Spieler mit genau zwei Würfeln. Darauf abgebildet sind Symbole, bei denen zu erraten gilt, auf welchen verdeckt liegenden Baumplättchen diese platziert sind. Hier ist deshalb gute Merkfähigkeit gefragt. In dem Bereich können Kinder durchaus besser als Erwachsene abschneiden, weshalb sich Zauberei hoch drei als Familienspiel empfiehlt. Zudem gibt es einige wenige andere Symbole, die zu bestimmten Ereignissen führen. Die Spieler können sich gegenseitig unterstützen – außer am Ende des Spiels, wenn die Treppe zur Schule erreicht ist (da dort thematisch passend noch nicht einmal geflüstert werden soll). Der Schwierigkeitsgrad ist variabel – entsprechend der ausgewählten Unterstützungs-Plättchen (Zaubertränke und Würfelzauber).